# Ta tombe est prête, Sartana !
Pour plus de détails, voir Fiche technique et Distribution.
Ta tombe est prête, Sartana ! (Amico mio, frega tu... che frego io!) est un western spaghetti comique italien sorti en 1973, réalisé par Demofilo Fidani (sous le pseudonyme de Miles Deem).

## Synopsis
Deux cowboys, Jonas Dickinson et Mark Tabor, se sont fait dépouiller de leur or, dans les Montagnes Rocheuses. Ils décident de se venger et de récupérer leur or.

## Fiche technique
- Titre français : Ta tombe est prête, Sartana ![1]
- Titre original italien : Amico mio, frega tu... che frego io!
- Genre : comédie, western spaghetti
- Réalisation : Demofilo Fidani (sous le pseudo de Miles Deem)
- Scénario : Demofilo Fidani, Mila Vitelli, Filippo Perrone
- Musique : Coriolano Gori
- Production : Demofilo Fidani pour Tarquinia Film
- Photographie : Claudio Morabito
- Montage : Giancarlo Venarucci-Cadueri
- Costumes : Maria Rosa Valenza
- Maquillage : Corrado Blengini
- Durée : 90 min
- Pays :  Italie
- Année de sortie : 1973
- Langue originale : italien
- Distribution en Italie : Indipendenti Regionali
- Date de sortie en salle en France : 7 août 1974[1]

## Distribution
- Ettore Manni (sous le pseudo de Red Carter) : Jonas Dickinson
- Andrés Resino (sous le pseudo de Bud Randall) : Mark Tabor
- Sleepy Warren : Denver
- Angela Portaluri : Donna Dolores
- Rick Boyd : Teddy
- Gordon Mitchell : Miller